# I Liceum Ogólnokształcące im. św. Barbary w Chodzieży
I Liceum Ogólnokształcące im. św. Barbary w Chodzieży – liceum znajdujące się w Chodzieży, w województwie wielkopolskim. Szkoła została założona w 1920 roku jako Miejskie Progimnazjum Realne. W latach 1974–2010 liceum nosiło imię Leona Kruczkowskiego. Obecnie jego patronką jest św. Barbara z Nikomedii.

## Historia[2]
Szkoła powstała w 1920 roku jako Miejskie Progimnazjum Realne. Jej siedziba znajdowała się wówczas przy Alei Kościuszki 25. Dyrektorem mianowany został Edward Haberman. 17 lipca 1922 roku dokonano upaństwowienia szkoły, zmieniając przy tym jej nazwę na Państwowe Gimnazjum Humanistyczne im. św. Barbary. 12 grudnia tego samego roku oddano do użytku nowy budynek przy ulicy Św. Barbary (obecnie Żeromskiego). W czasie II wojny światowej szkoła nie funkcjonowała. Jej działalność wznowiono 16 kwietnia 1945 roku. Od 1950 roku działała jako Państwowa Szkoła Ogólnokształcąca Stopnia Licealnego. Istniało wówczas równolegle Liceum dla Pracujących. W związku z pogarszającymi się warunkami lokalowymi, w początku lat 70. zdecydowano o przebudowie szkoły. 1 września 1974 roku otwarto przebudowany i zmodernizowany gmach liceum. Nadano wówczas imię Leona Kruczkowskiego. W 2010 roku zmieniono patrona szkoły – Leona Kruczkowskiego zastąpiła św. Barbara.
W latach 2017–2018 prowadzona była rozbudowa szkoły, w wyniku której liceum zyskało ma nowoczesną pracownię biologiczną oraz chemiczną. Podczas prac z terenu boiska wydobyto szczątki ponad setki zmarłych, pochowanych na znajdującym się tu wcześniej cmentarzu.

## Klasy i ich profile[5]
W I Liceum Ogólnokształcącym im. św. Barbary w Chodzieży uczniowie mogą wybrać jeden z następujących profili:
- matematyczno-fizyczny – klasa 1A
- matematyczno-informatyczny - klasa 1A1
- humanistyczny (z rozszerzonym językiem polskim i historią) – klasa 1B
- humanistyczny (z rozszerzonym językiem polskim i językiem angielskim) – klasa 1B1
- matematyczno-geograficzny – klasa 1C
- biologiczno-chemiczny – klasa 1D
- humanistyczno-biologiczny (z rozszerzonym językiem polskim, językiem angielskim i biologią) - 1E

Stosowaną niekiedy praktyką jest łączenie klasy matematyczno-fizyczno-informatycznej z klasą matematyczno-geograficzną. Powstaje wówczas klasa AC (zachowywane jest w ten sposób literowe oznaczenie profili). Uczniowie odbywają część lekcji wspólnie, a przedmioty realizowane w zakresie rozszerzonym - w grupach. Ostatni raz sytuacja taka miała miejsce w roku szkolnym 2015/2016, gdy powstała klasa 1AC. (Stan na rok szkolny 2017/2018).

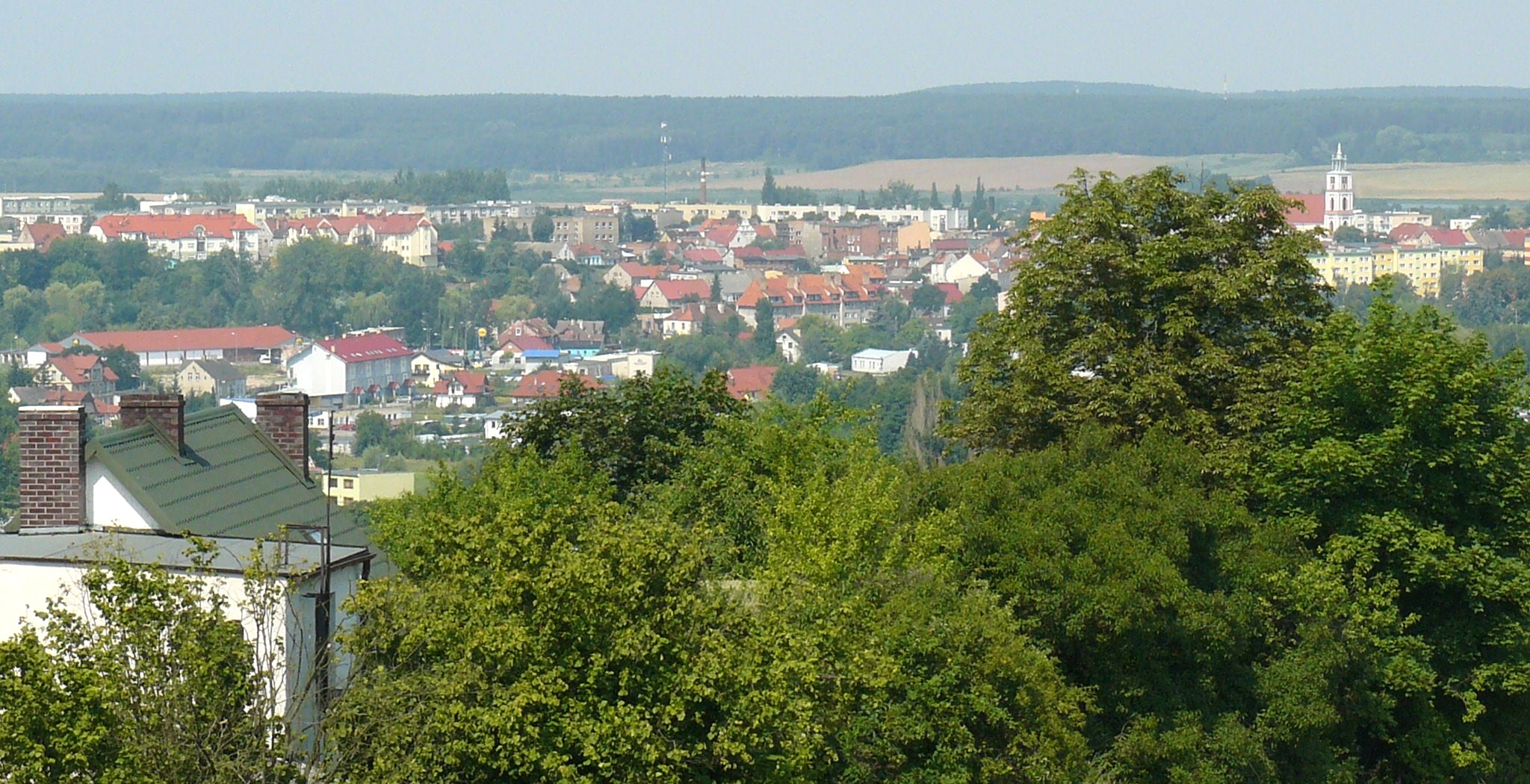
Panorama Chodzieży z widocznym gmachem Liceum (szary budynek na drugim planie)

Jeżeli powstaje więcej klas o tym samym profilu, do oznaczenia literowego klasy dodawane jest oznaczenie cyfrowe. W roku szkolnym 2015/2016 powstała w ten sposób klasa 1D1 oraz klasa 1D2.

## Cykliczne wydarzenia podczas roku szkolnego
W chodzieskim liceum w trakcie roku szkolnego organizuje się cyklicznie następujące wydarzenia:
- ślubowanie klas pierwszych połączone z Koceniem
- Noc Filmów
- Noc Bibliotek
- Maraton Pisania Listów – z inicjatywy Amnesty International
- Koncert Bożonarodzeniowy – organizowany w ostatnim dniu przed przerwą świąteczną
- Studniówka
- Dzień Wiosny – organizowany w okolicach pierwszego dnia wiosny, połączony z tzw. prezentacją klas pierwszych w formie występów nawiązujących do krajów europejskich (Motywami były do tej pory, m.in.: zwyczaje, tańce, kuchnia krajów Europy).
- Koncert Charytatywny – każdego roku posiada inny motyw przewodni (zorganizowano np.: Dzień PRL-u, Dzień Bajek, Dzień z Małym Księciem, Dzień Filmów). Zyski z organizacji koncertu przekazywane są na leczenie jednego z chorych dzieci, mieszkających w okolicznych miejscowościach.
- Gala Talentów – podczas tego wydarzenia każdy z uczniów może przedstawić przed społecznością szkolną swoje zdolności
- Dzień Sportu – organizowany z okazji Dnia Dziecka

## Znani absolwenci[7]
- prof. Roman Drews
- prof. zw. dr hab. Zbigniew Endler[8]
- prof. Ryszard Ławniczak
- prof. dr hab. Krystyna Kukułczanka
- prof. Edward Pieścikowski
- prof. Bernard Woltmann
- dr Krystyna Miłobędzka[9]
- prof. dr hab. Kazimierz Kozłowski
- ks. dr Bolesław Rakoczy, imię zakonne Eustachy
- prof. dr hab. Andrzej Redelbach
- prof. Jerzy Kolasa